# Beatrix von Savoyen (Sizilien)

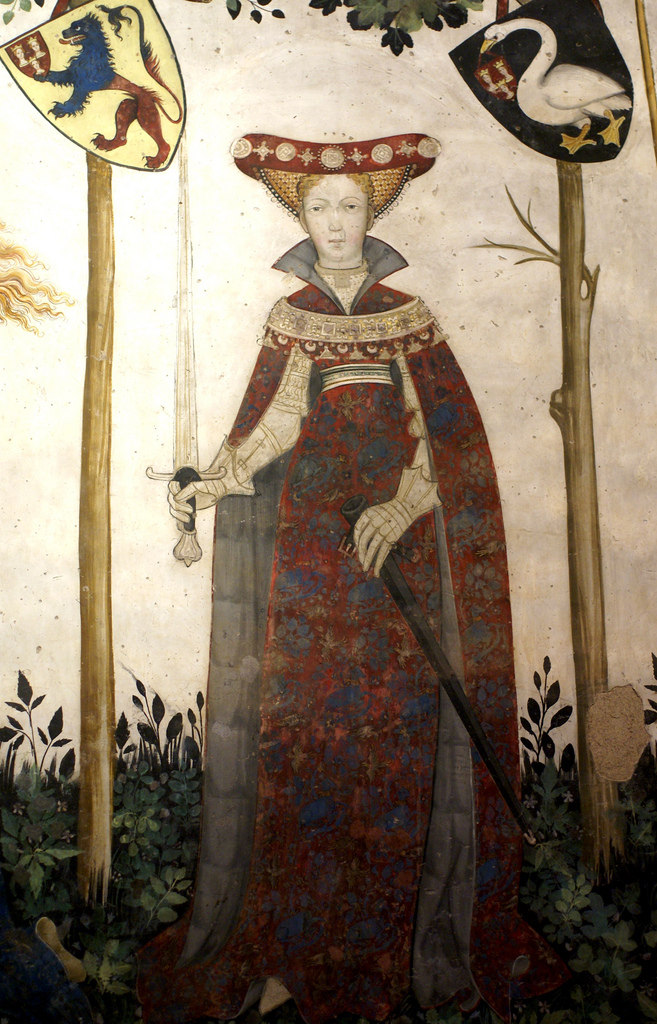
Beatrix von Savoyen. Wandmalerei aus dem 15. Jahrhundert im Castello della Manta

Beatrix von Savoyen, Fürstin von Tarent (auch Beatrix von Saluzzo) (* um 1218; † vor 10. August 1258) war eine Adlige aus dem Königreich Arelat.

## Herkunft und Heirat mit dem Markgrafen von Saluzzo
Beatrix entstammte dem Haus Savoyen. Sie war die älteste Tochter von Amadeus von Savoyen und dessen erster Frau Margarete d’Albon. Ihr Vater war der älteste Sohn und Erbe von Graf Thomas I. von Savoyen. Savoyen war eine Grafschaft, die zum unter römisch-deutscher Herrschaft stehenden Königreich Arelat gehörte. 1223 vereinbarte ihr Vater ihre Heirat mit dem benachbarten Markgrafen Manfred III. von Saluzzo. Die Heirat fand 1233 statt, als Beatrix fünfzehn Jahre alt war. Nach dem Tod von Thomas I. wurde Beatrix’ Vater Graf von Savoyen. In seinem Testament schloss er Beatrix und ihre Schwester Margarete, abgesehen von der Mitgift, die sie erhalten hatten, vom Erbe aus. Stattdessen setzte er seinen Bruder Thomas und dessen Nachkommen als Erben ein. Ihr Mann versuchte mehrfach vergeblich, ihren Vater zu einer Änderung seines Testaments zu bewegen.
Beatrix hatte mit ihrem Mann Manfred III. von Saluzzo vier Kinder, darunter:
- Thomas I. von Saluzzo (um 1235–1296)
- Alice († 1311) ⚭ Edmund de Lacy, 2. Earl of Lincoln

Ihr Mann starb 1244, worauf ihr Schwager Markgraf Bonifatius II. von Montferrat die Regentschaft für ihren minderjährigen Sohn Thomas übernahm. Ihre Tochter Alice wurde 1247 auf Vermittlung von ihrem Onkel Peter mit dem englischen Earl of Lincoln verheiratet.

## Heirat mit Manfred von Sizilien
Kaiser Friedrich II. versuchte 1245, den Grafen von Savoyen fester auf seine Seite zu ziehen. Er schlug deshalb vor, dass die verwitwete Beatrix seinen vierzehnjährigen unehelichen Sohn Manfred heiraten sollte. Dabei wurde auch die Möglichkeit der Erneuerung des Königreichs Arelat angedacht, dessen König dann Manfred werden sollte. Ihr Vater zögerte aus politischen Gründen die Heirat hinaus, bis sie um 1248 vollzogen wurde. Nach dem Tod des Kaisers 1250 übernahm ihr Mann als Fürst von Tarent die Regentschaft im Königreich Sizilien. Mit ihm hatte Beatrix mindestens eine Tochter:
- Konstanze von Sizilien (1249–1302) ⚭ Peter III. von Aragón

Da nach seinem Tod Karl von Anjou fast alle Urkunden aus Manfreds Herrschaft vernichten ließ, ist über das Leben von Beatrix in Süditalien fast nichts bekannt. Sie war gestorben, bevor ihr Mann sich am 10. August 1258 zum König von Sizilien krönen ließ.